# Ташмурунское месторождение гранита

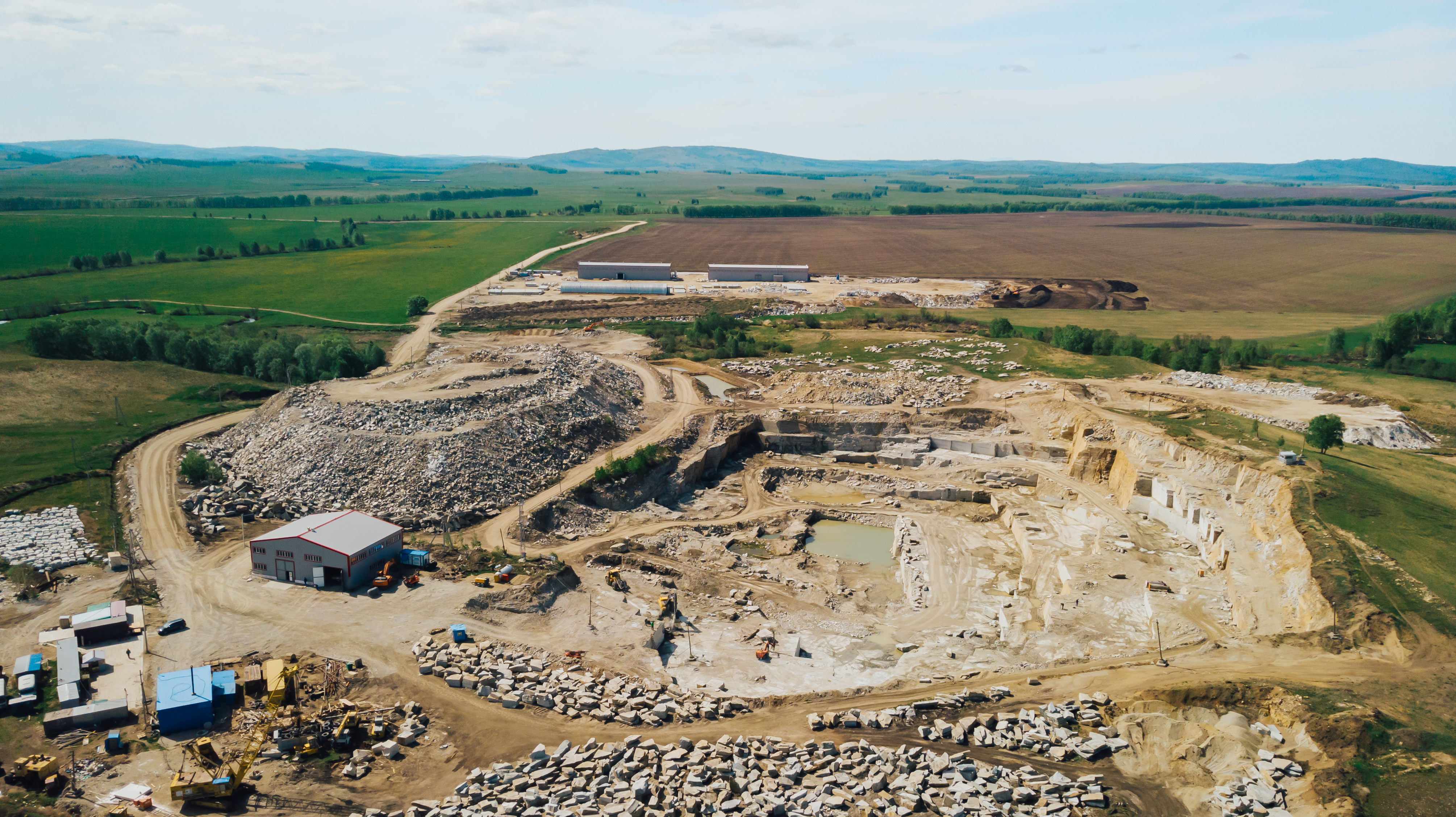
Ташмурунское гранитное месторождение

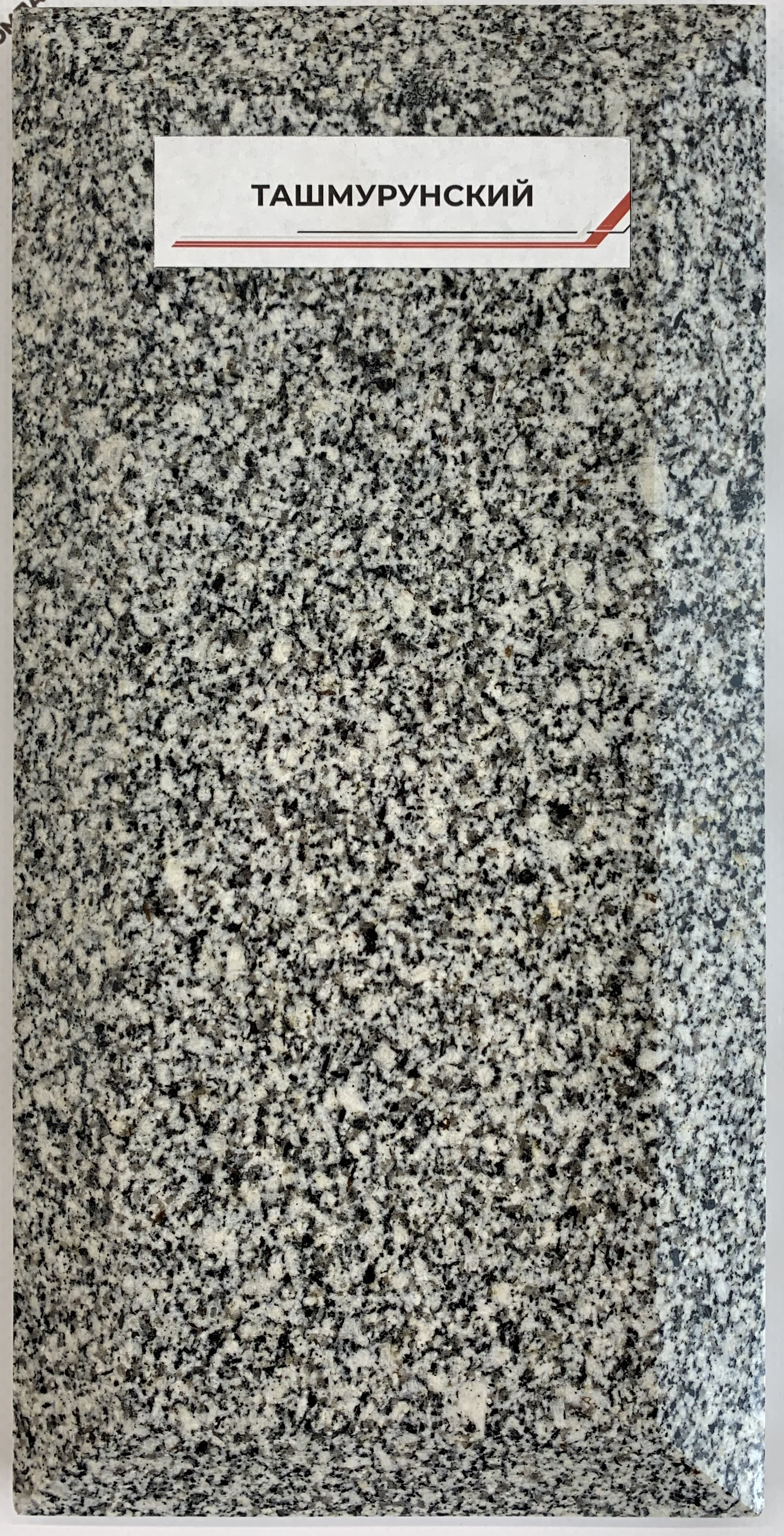
Образец полированного гранита Ташмурунского месторождения

Ташмурунское месторождение гранита — является частью крупнейшего горно-геологического массива, одного из мировых лидеров по объёму залегающего камня.Находится в Учалинском районе Башкортостана.

## Общие сведения
Карьер располагается на восточном предгорье Урала, в Учалинском районе Республики Башкортостан. Название происходит от двух башкирских слов: «таш» — камень, «мурун» — горный выступ, нос, поэтому имя месторождения можно дословно перевести как «Каменный выступ».
Гранит Ташмурунского месторождения имеет светло-серый цвет с черными вкраплениями. Камень очень податлив, обрабатывается различными способами, обладает свойством приобретать особенный голубоватый оттенок после полировки. Структура камня — мелкозернистая.
Согласно экспертным оценкам гигиенического и радиационного контроля, Ташмурунский гранит относится к I классу радиоактивности. Он признан абсолютно безопасным для человека и может использоваться без ограничений во всех видах архитектурно-строительных и декоративных работ.
Ташмурунский гранит применяется при благоустройстве улиц Москвы, Екатеринбурга, Тюмени, Новосибирска и других городов России, в том числе в рамках национальных проектов: «Комфортная городская среда», «Безопасные и качественные дороги», «Доступная среда», а также городских программ «Моя улица» и более 500 других региональных проектов.

## Разработка
С 2005 года разработкой карьера занимается камнеобрабатывающий завод «УралТаш», входящий в группу компаний «ГранитИнвест».
Разработка Ташмурунского месторождения ведется с использованием сочетания технологий Буроклинового метода (метод Тихого взрыва) и разрезания породы (Метод Камнереза).

## Характеристика

#### Минералогический состав
- кварц (29 %)
- биотит (5 %)
- микроклин-пертит (40 %)
- плагиоклаз (25 %)
- и другие минералы (1 %)

#### Физико-механические свойства
- Объемный вес, кг/м3 — 2790
- Водопоглощение, % — 0,49
- Пористость, % — 1,40
- Истираемость, г/см2 — 0,80
- Морозостойкость, циклов — 100
- Предел прочности при сжатии, МПа — 125